# Armando De Vincentiis
Armando De Vincentis (Ascoli Piceno, 10 ottobre 1943) è un ex discobolo italiano, vincitore di due medaglie d'oro ai Giochi del Mediterraneo.
Vanta cinque titoli di campione nazionale.

## Biografia
Con 48 gettoni nella Nazionale di atletica leggera dell'Italia è il 14º atleta italiano con più presenze, vanta due partecipazioni ai Giochi olimpici estivi ed a tre edizioni Campionati europei di atletica leggera.
È ricordato per la rivalità negli anni 1970 con Silvano Simeon, culminata in una storica serata allo Stadio Olimpico di Roma, il 20 settembre 1976, quando si sfidarono a suon di primati italiani.

## Record nazionali
- Lancio del disco: 63,90 m ( Fabriano, 20 settembre 1975)
- Lancio del disco: 64,48 m ( Roma, 27 maggio 1976)[2]

## Palmarès
| Anno | Manifestazione          | Sede              | Evento           | Risultato     | Prestazione | Note        |
| ---- | ----------------------- | ----------------- | ---------------- | ------------- | ----------- | ----------- |
| 1971 | Europei                 | Helsinki          | Lancio del disco | elim. qualif. | 55,48 m     |             |
| 1972 | Giochi olimpici         | Monaco di Baviera | Lancio del disco | elim. qualif. | NM          |             |
| 1974 | Europei                 | Roma              | Lancio del disco | 7º            | 59,64 m     |             |
| 1975 | Giochi del Mediterraneo | Algeri            | Lancio del disco | Oro           | 61,26 m     | [ 3 ]       |
| 1976 | Giochi olimpici         | Montréal          | Lancio del disco | 15º           | 55,86 m     | [ 4 ] [ 5 ] |
| 1978 | Europei                 | Praga             | Lancio del disco | elim. qualif. | 58,20 m     |             |
| 1979 | Giochi del Mediterraneo | Spalato           | Lancio del disco | Oro           | 57,96 m     | [ 3 ]       |

## Campionati nazionali
- ai Campionati italiani assoluti di atletica leggera, lancio del disco (1975, 1976, 1978, 1980 e 1981)